# Daviesia decurrens
Daviesia decurrens är en ärtväxtart som beskrevs av Meissner. Daviesia decurrens ingår i släktet Daviesia, och familjen ärtväxter. Inga underarter finns listade i Catalogue of Life.